# PSRK-Zustandsgleichung
Die PSRK-Zustandsgleichung (von englisch predictive Soave-Redlich-Kwong equation of state) ist ein Abschätzverfahren für die Berechnung von Phasengleichgewichten von Gemischen chemischer Stoffe. Die ursprüngliche Zielsetzung war es, die Eigenschaften von Gemischen, die auch überkritische Komponenten enthalten, zu ermöglichen. Diese Stoffklasse konnte mit den zuvor entwickelten Methoden wie etwa UNIFAC, die Aktivitätskoeffizienten abschätzen, nicht berechnet werden.

## Prinzip
Die PSRK-Gleichung ist eine Gruppenbeitragszustandsgleichung, einer Klasse von Abschätzverfahren, die Zustandsgleichungen (zumeist kubische) mit Aktivitätskoeffizientenmodellen verbinden. Die Zustandsgleichung wird dabei für die Berechnung der Reinstoffeigenschaften verwendet und das Aktivitätskoeffizientenmodell wird zur Beschreibung der Gemischeigenschaften verwendet. Das Verfahren zur Berechnung von Gemischeigenschaften aus ursprünglichen nur für Reinstoffeigenschaften benutzten Modellen wird als Mischungsregel bezeichnet.
Durch die Verwendung der PSRK-Zustandsgleichung können alle thermodynamischen Beziehungen für Zustandsgleichungen benutzt werden, die es bspw. ermöglichen, Dichten, Enthalpien, Wärmekapazitäten u. a. m. zu berechnen.

## Gleichungen
PSRK-Zustandsgleichung basiert auf einer Kombination der Zustandsgleichung von Soave-Redlich-Kwong (SRK-Zustandsgleichung) mit einer Mischungsregel, deren Parameter mittels der Gruppenbeitragsmethode UNIFAC bestimmt werden.

### Zustandsgleichung
Die Soave-Redlich-Kwong-Zustandsgleichung lautet:
{\displaystyle P={{R\;T} \over {v-b}}-{{a\;\alpha (T)} \over {v(v+b)}}}
Die ursprüngliche von Giorgio Soave verwendete α-Funktion wird durch die Funktion nach Mathias-Copeman ersetzt.
{\displaystyle \alpha (T_{r})=\left[1+c_{1}\left(1-{\sqrt {T}}_{r}\right)+c_{2}\left(1-{\sqrt {T}}_{r}\right)^{2}+c_{3}\left(1-{\sqrt {T}}_{r}\right)^{3}\right]^{2}}
Die Parameter der Mathias-Copeman-Gleichung werden an experimentelle Sättigungsdampfdruckdaten reiner Stoffe angepasst. Dies erlaubt so eine wesentlich verbesserte Beschreibung des Sättigungsdampfdrucks. Die Gleichungsform wurde gewählt, weil durch das Setzen der Parameter c2 und c3 auf Null wieder der Original-Soave-Ansatz resultiert. Außerdem kann der Parameter c1 aus dem azentrischen Faktor über die Beziehung
{\displaystyle c_{1}=0{,}48+1{,}574\;\omega -0{,}176\;\omega ^{2}}
bestimmt werden, falls keine angepassten Mathias-Copeman-Parameter zur Verfügung stehen.

### Mischungsregel
Die PSRK-Mischungsregel berechnet dabei die Parameter a (Kohäsionsdruck) und b (Kovolumen) der Zustandsgleichung für das Gemisch
{\displaystyle {\frac {a}{bRT}}=\sum _{i}\left(x_{i}{\frac {a_{ii}}{b_{i}RT}}-{\frac {{\frac {g_{0}^{E}}{RT}}+\sum x_{i}\ln {\frac {b}{b_{i}}}}{0{,}64663}}\right)}
und
{\displaystyle b=\sum _{i}x_{i}\;b_{i}}
aus den Parametern ai und bi der reinen Substanzen, deren Molenbrüchen xi und der gibbschen Exzessenthalpie gE. Die gibbsche Exzessenthalpie wird mittels eines leicht modifizierten UNIFAC-Modells berechnet.

## Modellparameter
PSRK benötigt für den Zustandsgleichungsteil die kritische Temperatur und den kritischen Druck sowie zumindest den azentrischen Faktor. Eine höhere Qualität kann erreicht werden, wenn der azentrische Faktor durch Mathias-Copeman-Parameter ersetzt wird. Mathias-Copeman-Parameter werden an Sättigungsdampfdruckdaten angepasst.
Die Mischungsregel verwendet UNIFAC, das eine Reihe von UNIFAC-spezifischen Parametern benötigt. Neben einigen Modellkonstanten sind die wichtigsten die Gruppenwechselwirkungsparameter, die an Dampf-Flüssig-Gleichgewichte angepasst werden.
Für eine qualitativ hochwertige Parametrisierung sind somit in größerem Umfang experimentelle Daten (Reinstoffsättigungsdampfdrücke und Gemisch-Dampf-Flüssig-Gleichgewichte) notwendig. Diese werden zumeist von Faktendatenbanken, wie etwa der Dortmunder Datenbank, zur Verfügung gestellt. In seltenen Fällen werden auch direkt benötigte Stoffdaten trotz der damit verbundenen hohen Kosten experimentell bestimmt, wenn aus anderen Quellen keine Phasengleichgewichtsdaten zu finden sind.
Die letzten verfügbaren Parameter wurden 2005 veröffentlicht. Die weitere Entwicklung des Modell hat das UNIFAC-Konsortium übernommen.

## Beispielrechnung
Die Vorhersage eines Dampf-Flüssig-Gleichgewichts gelingt auch in Gemischen, in denen überkritische Komponenten enthalten sind.

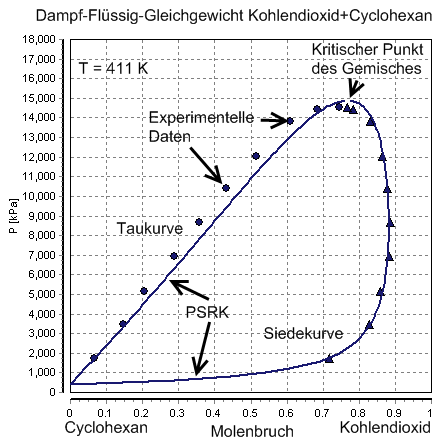
Dampf-Flüssig-Gleichgewicht von Cyclohexan und Kohlendioxid

Die Mischung selber muss allerdings unterkritisch sein. Im Beispiel ist das Kohlendioxid die überkritische Komponente mit Tc = 304,19 K und Pc = 7.475 kPa. Der kritische Punkt der Mischung liegt bei T = 411 K und P ≈ 15 MPa. Die Zusammensetzung der Mischung ist dabei ca. 78 Molprozent Kohlendioxid und 22 Molprozent Cyclohexan.
PSRK beschreibt dieses binäre Gemisch in sehr guter Qualität, sowohl Siede- als auch Taukurve und auch der kritische Punkt des Gemisches werden gut getroffen.

## Modellschwächen
In einer PSRK-Nachfolgearbeit werden einige Modellschwächen aufgeführt:
- Der Verlauf der α-Funktion nach Mathias-Copeman ist bei der Extrapolation zu hohen Temperaturen ohne physikalische Grundlage.
- Die Soave-Redlich-Kwong-Gleichung beschreibt zwar die Dampfdichten von Reinstoffen und Gemischen recht gut, jedoch die der flüssigen Phase nur schlecht.
- Bei der Vorhersage von Dampf-Flüssig-Gleichgewichten von Gemischen, in denen die Komponenten von deutlich unterschiedlicher Größe sind (etwa Ethanol, C2H6O, und Eicosan, C20H42), treten größere systematische Fehler auf.
- Mischungswärmen und Aktivitätskoeffizienten bei unendlicher Verdünnung werden nur schlecht wiedergegeben.